# Трип (Сату Маре)
Трип (рум. Trip) насеље је у Румунији у округу Сату Маре у општини Биксад. Oпштина се налази на надморској висини од 172 m.

## Становништво
Према подацима из 2002. године у насељу је живело 3061 становника.

### Попис2002.
| Расподела становништва по националности 2002.‍ | Расподела становништва по националности 2002.‍ | Расподела становништва по националности 2002.‍ | Расподела становништва по националности 2002.‍ | Расподела становништва по националности 2002.‍ |
| --------------------------------------------- | --------------------------------------------- | --------------------------------------------- | --------------------------------------------- | --------------------------------------------- |
|                                               |                                               |                                               |                                               |                                               |
| Румуни                                        | Румуни                                        |                                               | 3.011                                         | 98,5%                                         |
| Мађари                                        | Мађари                                        |                                               | 38                                            | 1,2%                                          |
| Роми                                          | Роми                                          |                                               | 7                                             | 0,2%                                          |